# El gran reemplazo

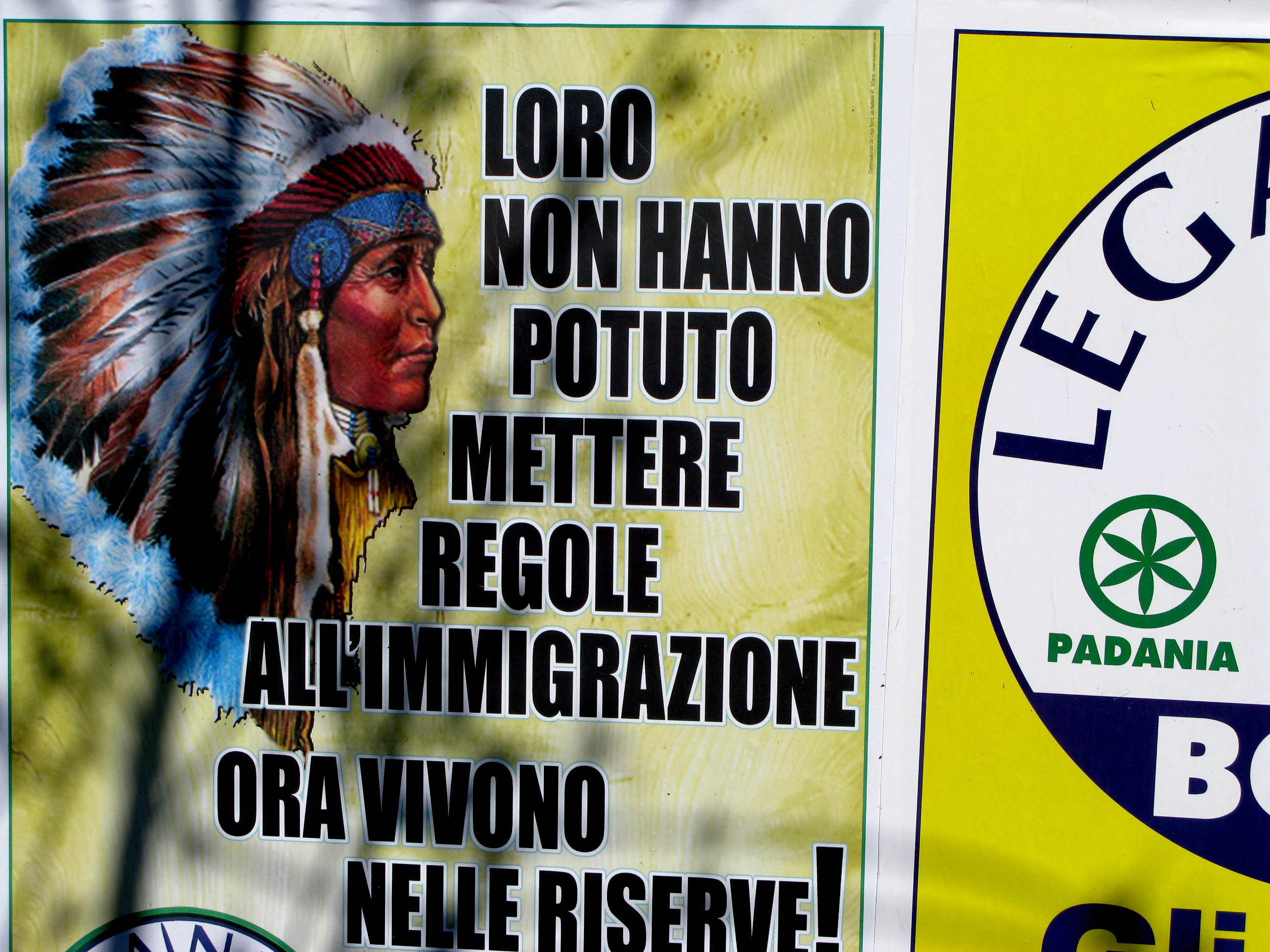
Cartel de la ultraderechista Liga Norte de Italia sobre la inmigración en el que se dice: "¡No pudieron ponerle reglas a la inmigración, ahora viven en las reservas!". Hay una alusión implícita a la teoría conspirativa de «El gran reemplazo» y también a la del «genocidio blanco».

El gran reemplazo o la gran sustitución (le grand remplacement en francés) es una teoría conspirativa de extrema derecha, según la cual los población blanca cristiana europea en general está siendo sistemáticamente reemplazada con pueblos no europeos, específicamente árabes, bereberes, levantinos, norteafricanos,  subsaharianos y otros, a través de la inmigración masiva, el crecimiento demográfico y una caída en la tasa de natalidad europea, según las directrices de unas "élites reemplazantes". Asocia la presencia de musulmanes en Francia con un potencial peligro y destrucción de la cultura y civilización francesas.
En el año 2000, la Organización de las Naciones Unidas (ONU) publicó el estudio Replacement Migration: Is It A Solution to Declining and Ageing Populations? (español: «Reemplazo migratorio, ¿es ésta una solución para pueblos en declive y envejecimiento?»).  Según la ONU, a menos que se incremente la edad de jubilación en los países desarrollados, la inmigración es la única forma de mantener la población que trabaja y contribuye los impuestos necesarios para mantener a los jubilados, y se requiere vasta más inmigración que en el pasado.
Usualmente, culpa a una élite global y liberal, como las políticas sobre Inmigración y Asilo de los sucesivos ejecutivos del PPE y el PSE en la Comisión Europea, y en otras instituciones como el Parlamento Europeo, de dirigir un complot o mecanismo para llevar a cabo el reemplazo de los pueblos europeos.
Esta creencia fue popularizada por Renaud Camus, y al igual que la del «genocidio blanco», se ha difundido a través de la retórica de varios movimientos de extrema derecha en Occidente. Entre sus principales promotores no solo están los partidos populistas de derecha, sino también una amplia red de movimientos protestatarios (por ejemplo Pegida), grupúsculos ideológicos (por ejemplo Les Identitaires), bitacoristas (por ejemplo Lauren Southern) y periodistas (por ejemplo Eric Zemmour). Importantes sitios web de derecha, tales como Gates of Vienna, Politically Incorrect y France de Souche, han ofrecido a los blogueros plataformas para difundir la teoría.

## Orígenes y difusión
La teoría conspirativa del gran reemplazo se remonta a la novela de 1973 El campamento de los santos, (Le Camp des Saints), de Jean Raspail, donde se describe el colapso de la cultura occidental debido a un «maremoto» inmigratorio del Tercer Mundo. La novela, junto a la teoría de Eurabia desarrollada por la escritora suizo-israelí Bat Ye’or en 2005, sentó las bases sobre las cuales Renaud Camus escribió y presentó su libro El gran reemplazo en 2012. Atribuido como el «padre de la doctrina del gran reemplazo» por el Southern Poverty Law Center, Camus afirmó que «el gran reemplazo es muy sencillo: tienes un pueblo, y en el lapso de una generación tienes a un pueblo distinto». Camus ha argumentado que la cultura de Europa, su civilización e identidad están en peligro de ser avasalladas por la inmigración masiva, especialmente musulmana, y, por lo tanto, reemplazada físicamente.
Renaud Camus desarrolló su teoría de la conspiración en dos libros publicados en 2010 y 2011, en el contexto de un aumento de la retórica antiinmigrante en el discurso público durante la década anterior. Europa también experimentó una escalada en los ataques terroristas islámicos durante las décadas de 2000 y 2010, y una crisis migratoria en los años 2015-2016, lo que exacerbó las tensiones y preparó a la opinión pública para la recepción de la teoría de la conspiración de Camus. Como este último describe un reemplazo de población que se dice que ocurre en un corto lapso de tiempo de una o dos generaciones, la crisis migratoria fue particularmente propicia para la difusión de las ideas de Camus, mientras que los ataques terroristas aceleraron la construcción de los inmigrantes como una amenaza existencial entre aquellos que compartían tal visión del mundo. El tema de Camus de una futura desaparición de la cultura y la civilización europeas también es paralelo a una tendencia "cultural pesimista" y antiislámica entre los intelectuales europeos de la época, ilustrada en varios libros superventas y de título directo publicados durante la década de 2010: Alemania se abolió a sí misma (2010) de Thilo Sarrazin, El suicidio francés (2014) de Éric Zemmour o Sumisión (2015) de Michel Houellebecq.
Aunque circulaba en círculos neofascistas desde hacía tiempo, la teoría conspirativa del gran reemplazo se difundió entre la extrema derecha europea, sobre todo a partir de la crisis de los refugiados de 2015, convirtiéndose en otra de las guerras culturales que estaba llevando a cabo para intentar lograr la hegemonía ideológica. Fue entonces cuando se añadió un nuevo elemento: que detrás de la operación del «gran reemplazo» estaba el financiero judío de origen húngaro George Soros, con lo que de esta forma se unían islamofobia y antisemitismo. La teoría fue citada por los principales líderes de la extrema derecha europea como Marine Le Pen, Matteo Salvini o Viktor Orban, Santiago Abascal, así como por los dirigentes de la alt-right estadounidense.

### Ataques
Brenton Tarrant, el australiano que perpetró los atentados de Christchurch de 2019 contra civiles musulmanes en Nueva Zelanda, era un seguidor de esta teoría conspirativa y tituló con este nombre a su manifiesto publicado en la Web.Payton S. Gendron, el estadounidense de 18 años detenido como presunto responsable del tiroteo de Búfalo de 2022 —que acabó con la vida de diez personas, casi todas afroestadounidenses— y autodeclarado supremacista blanco, fascista y antisemita, había manifestado en internet sus motivaciones racistas y seguir dicha teoría conspirativa, divulgada en los Estados Unidos por sectores de la ultraderecha, conservadores republicanos como el comentarista de Fox News Tucker Carlson o movimientos extremistas como QAnon.
Este concepto de reemplazo, o el de «genocidio blanco», se ha replicado a través de la retórica de varios movimientos de extrema derecha en Occidente. La teoría de la conspiración encontró apoyo en Europa, y también se ha vuelto popular entre los movimientos antiinmigrantes y nacionalistas blancos de otras partes de Occidente; Muchos de sus partidarios sostienen que "los inmigrantes [están] acudiendo en masa a países predominantemente blancos con el propósito preciso de convertir a la población blanca en una minoría dentro de su propia tierra o incluso causar la extinción de la población nativa". Se alinea con (y es parte de) la teoría de la conspiración del genocidio blanco excepto en el reemplazo estratégico de las mentiras antisemitas con la islamofobia. Este reemplazo, junto con el uso de eslóganes simples que lo engloban todo, ha sido citado como una de las razones de su atractivo más amplio en un contexto paneuropeo, aunque el concepto sigue arraigado en el antisemitismo en muchos movimientos nacionalistas blancos, especialmente (pero no exclusivamente) en los Estados Unidos.
Aunque Camus ha condenado públicamente la violencia nacionalista blanca, los académicos han argumentado que los llamados a la violencia están implícitos en su descripción de los inmigrantes no blancos como una amenaza existencial para las poblaciones blancas. Varios terroristas de extrema derecha, incluidos los autores de los tiroteos en la mezquita de Christchurch en 2019, el tiroteo en El Paso en 2019, el tiroteo en Buffalo en 2022 y el tiroteo en Jacksonville en 2023, han hecho referencia a la teoría de la conspiración del "Gran Reemplazo". Personalidades conservadoras de los medios de comunicación estadounidenses, incluidos Tucker Carlson y Laura Ingraham, han adoptado ideas de un reemplazo. Algunos políticos republicanos han respaldado la teoría para atraer a los miembros de extrema derecha del Partido Republicano y como una forma de señalar su lealtad a Donald Trump.

## Concepto de Renaud Camus
La teoría de la conspiración del "Gran Reemplazo" fue desarrollada por el autor francés Renaud Camus, inicialmente en un libro de 2010 titulado L'Abécédaire de l'in-nocence, al año siguiente en un libro homónimo, Le Grand Remplacement (introduction au remplacisme global). [d] Camus ha afirmado que el nombre de Gran Remcolocación "se le ocurrió, casi por casualidad, tal vez en una referencia más o menos inconsciente al Gran Desorden de los acadianos en el siglo XVIII". Como epígrafe del libro posterior, Camus eligió la ocurrencia de Bertolt Brecht del poema satírico Die Lösung de que lo más fácil de hacer para un gobierno que había perdido la confianza de su pueblo sería elegir gente nueva.
Según Camus, el "Gran Reemplazo" se ha nutrido de la "industrialización", la "desespiritualización" y la "desculturación";  La sociedad materialista y el globalismo han creado un "ser humano reemplazable, sin ninguna especificidad nacional, étnica o cultural", lo que él denomina "replacismo global". Camus afirma que "el gran reemplazo no necesita una definición", ya que el término no es, en su opinión, un "concepto" sino más bien un "fenómeno".
En la teoría de Camus, los franceses autóctonos («los reemplazados») se describen como reemplazados demográficamente por poblaciones no blancas («los [pueblos] que los reemplazan»), principalmente procedentes de África u Oriente Medio, en un proceso de «poblamiento de la inmigración» alentado por un «poder replacista».
Camus utiliza con frecuencia términos y conceptos relacionados con el período de la Francia ocupada por los nazis (1940-1945). Por ejemplo, etiqueta a los "colonizadores" u "ocupantes" a las personas de ascendencia no europea que residen en Europa, y descarta a lo que él llama las "élites replacistas" como "colaboracionistas". En 2017 Camus fundó una organización llamada Consejo Nacional de la Resistencia Europea, en una evidente referencia al Consejo Nacional de la Resistencia de la Segunda Guerra Mundial (1943-1945). Esta analogía con la Resistencia francesa contra el nazismo ha sido descrita como un llamado implícito al odio, a la acción directa o incluso a la violencia contra lo que Camus denomina los "ocupantes; es decir, los inmigrantes". Camus también ha comparado el Gran Reemplazo y el llamado "genocidio por sustitución" de los pueblos europeos con el Holocausto.

## Influencias reivindicadas
Camus cita a dos figuras influyentes en el epílogo de su libro de 2011 El gran reemplazo: la visión apocalíptica del político británico Enoch Powell sobre las futuras relaciones raciales, expresada en su discurso de 1968 "Ríos de sangre", y la descripción del autor francés Jean Raspail del colapso de Occidente a partir de una abrumadora "ola" de inmigración del Tercer Mundo, presentada en su novela de 1973 El campamento de los santos.
Camus también declaró a la revista The Spectator en 2016 que una clave para entender el "Gran Reemplazo" se puede encontrar en su libro de 2002 Du Sens. En este último escribió que las palabras "Francia" y "francés" equivalen a una realidad natural y física en lugar de una legal, en un cratilismo similar a la distinción de Charles Maurras entre el "país legal" y el "país real". [i] Durante la misma entrevista, Camus mencionó que comenzó a imaginar su teoría de la conspiración en 1996, durante la redacción de una guía sobre el departamento de Hérault, en el sur de Francia: "De repente me di cuenta de que en pueblos muy antiguos [...] la población también había cambiado totalmente [...] fue entonces cuando empecé a escribir así".

## Temas similares
A pesar de sus propias singularidades y conceptos, el "Gran Reemplazo" está englobado en una teoría conspirativa del "genocidio blanco" más grande y antigua, popularizada en los Estados Unidos por el neonazi David Lane en su Manifiesto del Genocidio Blanco de 1995, donde afirmó que los gobiernos de los países occidentales tenían la intención de convertir a los blancos en "especies extinguidas". Los estudiosos generalmente están de acuerdo en que, aunque no fue el padre del tema, Camus acuñó el término "Gran Reemplazo" como eslogan y concepto, y finalmente lo llevó a la fama en la década de 2010.
La idea de "reemplazo" bajo la guía de una élite hostil se remonta a las teorías de conspiración antisemitas anteriores a la Segunda Guerra Mundial que postulaban la existencia de un complot judío para destruir Europa a través del mestizaje, especialmente en el superventas antisemita de Édouard Drumont La France juive (1886). Al comentar esta semejanza, el historiador Nicolas Lebourg y el politólogo Jean-Yves Camus sugieren que la contribución de Camus fue reemplazar los elementos antisemitas con un choque de civilizaciones entre musulmanes y europeos.También a finales del siglo XIX, los políticos imperialistas invocaron el Péril jaune (Peligro Amarillo) en sus comparaciones negativas de la baja tasa de natalidad de Francia y las altas tasas de natalidad de los países asiáticos. De esa afirmación surgió un temor artificial y cultural de que los trabajadores inmigrantes asiáticos pronto "inundarían" Francia. Este peligro, supuestamente, sólo podía ser contrarrestado con éxito por el aumento de la fecundidad de las mujeres francesas. Entonces, Francia poseería suficientes soldados para frustrar la eventual avalancha de inmigrantes de Asia. Los escritos nacionalistas de Maurice Barrès de ese período también se han observado en la genealogía ideológica del "Gran Reemplazo". Barrès sostenía tanto en 1889 como en 1900 que en Francia se estaba produciendo un reemplazo de la población nativa bajo el efecto combinado de la inmigración y una disminución en la tasa de natalidad.
Los estudiosos también destacan una similitud moderna con los pensadores neofascistas y neonazis europeos de la inmediata posguerra, especialmente Maurice Bardèche, René Binet y Gaston-Armand Amaudruz, y con los conceptos avanzados a partir de la década de 1960 por la Nouvelle Droite francesa.
La teoría de la conspiración más reciente de "Eurabia", publicada por la autora británica Bat Ye'or en su libro homónimo de 2005, se cita a menudo como una probable inspiración para el "Gran Reemplazo" de Camus. La teoría de Eurabia también involucra a entidades globalistas, que están dirigidas por potencias francesas y árabes, que conspiran para islamizar Europa, con musulmanes sumergiendo el continente a través de la inmigración y el aumento de las tasas de natalidad. La teoría de la conspiración también describe a los inmigrantes como invasores o como una quinta columna, invitados al continente por una élite política corrupta.

## Análisis

### Estadísticas demográficas
Si bien la demografía étnica de Francia ha cambiado como resultado de la inmigración posterior a la Segunda Guerra Mundial, los académicos generalmente han descartado las afirmaciones de un "gran reemplazo" como arraigadas en una exageración de las estadísticas de inmigración y puntos de vista no científicos y racialmente prejuiciosos. El geógrafo Landis MacKellar criticó la tesis de Camus por asumir "que los 'inmigrantes' de tercera y cuarta generación de alguna manera no son franceses". Los investigadores han estimado de diversas maneras que la población musulmana de Francia estaba entre el 8,8% y el 12,5% en 2017, y menos del 1% en 2001, lo que hace que un "reemplazo" sea poco probable según MacKellar.

### Connotaciones raciales
En palabras del erudito Andrew Fergus Wilson, mientras que la teoría islamófoba del Gran Reemplazo puede distinguirse de la teoría paralela de la conspiración antisemita del genocidio blanco, "comparten los mismos términos de referencia y ambos están ideológicamente alineados con las llamadas '14 palabras' de David Lane ["Debemos asegurar la existencia de nuestro pueblo y un futuro para los niños blancos"]".
En 2021, la Liga Antidifamación escribió que "dado que muchos supremacistas blancos, particularmente los de Estados Unidos, culpan a los judíos de la inmigración no blanca a Estados Unidos", la teoría del Gran Reemplazo se ha asociado cada vez más con el antisemitismo y se ha combinado con la teoría de la conspiración del genocidio blanco. La académica Kathleen Belew ha argumentado que la teoría del Gran Reemplazo "permite un oportunismo en la selección de enemigos", pero "también sigue la lógica motivadora central, que es proteger la cosa en el interior [es decir, la preservación y la tasa de natalidad de la raza blanca], independientemente del enemigo en el exterior".
Según el historiador australiano A. Dirk Moses, la teoría del gran reemplazo es una forma de proyección psicológica en la que los europeos, que promulgaron proyectos coloniales que implicaban la eliminación y el reemplazo de las poblaciones nativas por sociedades de colonos, temen que les suceda lo contrario.
En el discurso alemán, el politólogo austriaco Rainer Bauböck cuestionó el uso de los términos "reemplazo de población" o "intercambio" (Bevölkerungsaustausch) por parte de los teóricos de la conspiración. Utilizando el análisis de Ruth Wodak de que el eslogan debe ser visto en su contexto histórico, Bauböck ha llegado a la conclusión de que la teoría de la conspiración es un resurgimiento de la ideología nazi de Umvolkung ("inversión étnica").

### Popularidad
La simplicidad y el uso de eslóganes generales en las formulaciones de Camus —"tienes un pueblo, y en el espacio de una generación tienes un pueblo diferente" —, así como su eliminación del antisemitismo de la teoría conspirativa neonazi original del "genocidio blanco", han sido citados como propicios para la popularidad del "Gran Reemplazo" en Europa.
En una encuesta realizada por Ifop en diciembre de 2018, el 25% de los franceses suscribió la teoría de la conspiración; así como el 46% de los encuestados que se definieron a sí mismos como "chalecos amarillos" (manifestantes de los chalecos amarillos). En otra encuesta realizada por Harris Interactive en octubre de 2021, el 61% de los franceses creía que el "Gran Reemplazo" ocurrirá en Francia; El 67% de los encuestados estaba preocupado por ello.
La teoría también se ha vuelto influyente en los círculos nacionalistas blancos y de extrema derecha fuera de Francia. La teoría de la conspiración ha sido citada por la activista política canadiense de extrema derecha Lauren Southern en un video de YouTube del mismo nombre publicado en julio de 2017. El video de Southern había atraído en 2020 más de 686.000 visitas y se le atribuye haber ayudado a popularizar la teoría de la conspiración. El bloguero noruego contra la yihad Fjordman también ha participado en la difusión de la teoría. También ha sido promovido por la edición alemana de The Epoch Times, un periódico de extrema derecha asociado a Falun Gong.
Prominentes sitios web de extrema derecha como Gates of Vienna, Politically Incorrect y Fdesouche  han proporcionado una plataforma para que los blogueros difundan y popularicen la teoría del «Gran Reemplazo». Entre sus principales promotores se encuentran también una amplia red de movimientos nacionalistas blancos vagamente conectados, especialmente el movimiento identitario en Europa, y otros grupos como PEGIDA en Alemania.

## Influencia política

### Europa

#### Francia
Gran parte de la difusión europea de la retórica de la teoría de la conspiración del Gran Reemplazo (en francés: Grand Remplacement) se debe a su prevalencia en el discurso nacional y los medios de comunicación franceses. Los grupos nacionalistas de derecha en Francia han afirmado que hay una "islamo-sustitución" en curso de la población francesa autóctona, asociando la presencia de musulmanes en Francia con el peligro potencial y la destrucción de la cultura y la civilización francesas.
En 2011 Marine Le Pen evocó la teoría, afirmando que los "adversarios" de Francia estaban librando una guerra moral y económica contra el país, aparentemente "para llevarlo a la inmersión mediante un reemplazo organizado de nuestra población". En 2013, el suicidio del historiador Dominique Venner en Notre-Dame de París, en el que dejó una nota en la que describía el "crimen del reemplazo de nuestro pueblo", se dice que inspiró el principal principio ideológico del Instituto Iliade de extrema derecha del Gran Reemplazo. Refiriéndose a la teoría de la conspiración, Marine Le Pen elogió públicamente a Venner, afirmando que su "último gesto, eminentemente político, fue tratar de despertar al pueblo francés".
En 2015 Guillaume Faye pronunció un discurso en el Museo del Ejército Sueco en Estocolmo, en el que afirmó que había tres cosas sociales que se estaban utilizando contra los europeos para llevar a cabo un supuesto Gran Reemplazo: el aborto, la homosexualidad y la inmigración. Afirmó que los musulmanes estaban reemplazando a los blancos utilizando las tasas de natalidad como arma demográfica. 
En junio de 2017, una investigación de BuzzFeed News reveló que tres candidatos del Frente Nacional se suscribieron a la teoría de la conspiración antes de las elecciones legislativas. Entre ellos se encontraba el asistente personal del senador Stéphane Ravier, quien afirmó que el Gran Reemplazo ya había comenzado en Francia. Al publicar una imagen de una niña rubia junto a la leyenda "Di no al genocidio blanco", el ayudante de Ravier cargó políticamente el concepto aún más, escribiendo "el Frente Nacional o la invasión".
En septiembre de 2018, en una reunión en Fréjus, Marine Le Pen se hizo eco de la retórica del Gran Reemplazo. Hablando de Francia, declaró que "nunca en la historia de la humanidad hemos visto una sociedad que organice una inmersión irreversible" que en algún momento haga que la sociedad francesa "desaparezca por dilución o sustitución, su cultura y su forma de vida". Tras los tiroteos en la mezquita de Christchurch, Le Pen negó falsamente el conocimiento de la teoría.
La exdiputada de la Asamblea Nacional Marion Maréchal, que es un miembro menor de la familia política Le Pen, también es una defensora de la teoría. En marzo de 2019, en un viaje a Estados Unidos, Maréchal evocó la teoría, afirmando que "no quiero que Francia se convierta en una tierra del islam". Insistiendo en que el Gran Reemplazo "no era absurdo", declaró que los "indígenas franceses", aparentemente en peligro de ser una minoría para 2040, ahora querían recuperar su "país".
La presidenta en funciones de Agrupación Nacional, Marine Le Pen, que es tía de Maréchal, ha sido fuertemente influenciada por el Gran Reemplazo. El Frankfurter Allgemeine Zeitung ha descrito al creador de la teoría de la conspiración Renaud Camus como el "susurrador" de Le Pen. En mayo de 2019, se informó que el portavoz de la Agrupación Nacional, Jordan Bardella, utilizó la teoría de la conspiración durante un debate televisado con Nathalie Loiseau, después de que argumentara que Francia debía "cerrar el grifo" de la bomba demográfica de la inmigración africana en el país.
En junio de 2019, el periodista y escritor Éric Zemmour impulsó el concepto en comparación con la guerra de Kosovo, afirmando que "en 1900, había un 90% de serbios y un 10% de musulmanes en Kosovo, en 1990 había un 90% de musulmanes y un 10% de serbios, luego hubo guerra y la independencia de Kosovo". Zemmour, autor de El suicidio francés, ha descrito en repetidas ocasiones "la progresiva sustitución, a lo largo de unas pocas décadas, de la población histórica de nuestro país por inmigrantes, la gran mayoría de ellos no europeos".Más tarde ese mismo mes, Marion Maréchal se unió a Zemmour para invocar el Gran Reemplazo en relación con la región de los Balcanes, afirmando que "no quiero que mi Francia se convierta en Kosovo" y declaró que los cambios demográficos de Francia "nos amenazan" ("nous menace") y que esto era cada vez más claro. Zemmour se postuló a la presidencia en 2022 y continuó promoviendo ampliamente la teoría durante su campaña. Terminó en cuarto lugar en la primera vuelta de las elecciones, obteniendo el 7,07% de los votos.

#### Austria
Identitäre Bewegung Österreich (IBÖ), la rama austriaca del movimiento identitario, promueve esta teoría, citando un "gran intercambio" o reemplazo de la población que supuestamente debe revertirse. En abril de 2019, Heinz-Christian Strache, que hacía campaña por su partido FPÖ antes de las elecciones al Parlamento Europeo de 2019, respaldó la teoría de la conspiración. Afirmando que el "reemplazo de la población" en Austria era una amenaza real, afirmó que "no queremos convertirnos en una minoría en nuestro propio país". Su compatriota Martin Sellner, que también apoya la teoría, celebró el uso político de Strache del Gran Reemplazo.

#### Bélgica
En septiembre de 2018, se informó que Schild & Vrienden, una organización juvenil extremista flamenca, respaldaba la teoría de la conspiración. El grupo, alegando que las poblaciones nativas de Europa estaban siendo reemplazadas por migrantes; Propusieron el fin de toda inmigración, la deportación forzada de no blancos y la fundación de etnoestados. Al mes siguiente, VRT detalló cómo la organización estaba discutiendo el Gran Reemplazo en canales de chat secretos y utilizando la teoría de la conspiración para promover la identidad étnica flamenca. En marzo de 2019, el nacionalista flamenco Dries Van Langenhove, del partido Vlaams Belang, declaró repetidamente que el pueblo flamenco estaba "siendo reemplazado" en Bélgica, publicando afirmaciones en las redes sociales que respaldaban la teoría del Gran Reemplazo.

#### Dinamarca
El uso de la teoría de la conspiración del Gran Reemplazo (en danés: Store Udskiftning) se ha vuelto común en la retórica política danesa de derecha. En abril de 2019, Rasmus Paludan, líder del partido Línea Dura (Stram Kurs), que está ampliamente asociado con el Gran Reemplazo, afirmó que para el año 2040 la población étnica danesa se acercaría a ser una minoría en Dinamarca, habiendo sido superada en número por los musulmanes y sus descendientes. Durante un debate para las elecciones al Parlamento Europeo de 2019, Paludan utilizó el concepto para justificar una propuesta para prohibir la inmigración musulmana y deportar a todos los residentes islámicos del país, en lo que Le Monde describió como Paludan "predicando la 'teoría del gran reemplazo'".
En junio de 2019, Pia Kjærsgaard (Partido Popular Danés) invocó la teoría de la conspiración mientras se desempeñaba como presidenta del Parlamento danés. Tras el supuesto estímulo a las comunidades musulmanas para que "voten rojo", por los socialdemócratas; Kjærsgaard preguntó: "¿Qué pasará? ¿Un reemplazo del pueblo danés?.

#### Alemania
Se dice que el expolítico del SPD Thilo Sarrazin es uno de los promotores más influyentes del Gran Reemplazo, habiendo publicado varios libros sobre el tema, algunos de los cuales, como Alemania se abolió a sí misma, tienen una gran circulación. Sarrazin ha propuesto que hay demasiados inmigrantes en Alemania, y que supuestamente tienen un coeficiente intelectual más bajo que los alemanes. Con respecto a la demografía de Alemania, ha afirmado que en un siglo los alemanes étnicos bajarán en número a 25 millones, en 200 años a ocho millones y en 300 años: tres millones.
En mayo de 2016, la líder adjunta de Alternativa para Alemania (en alemán: Alternative für Deutschland, AfD), Beatrix von Storch, utilizó un lenguaje que recordaba a la teoría cuando afirmó que los planes para un intercambio masivo de poblaciones ("Massenaustausch der Bevölkerung") se habían hecho durante mucho tiempo.
En abril de 2017, unos meses antes de asumir el liderazgo de la AfD, Alexander Gauland emitió un comunicado de prensa sobre el tema de la reunificación familiar para los refugiados, en el que afirmaba que "el intercambio de población en Alemania está funcionando a toda velocidad". En octubre de 2018, siguiendo el ejemplo de Beatrix von Storch, el miembro del Bundestag Petr Bystron dijo que el Pacto Mundial para la Migración era parte de la conspiración para provocar un cambio sistémico de la población en Alemania.
En marzo de 2019, Vice Alemania informó de cómo el diputado de AfD Harald Laatsch intentó justificar y culpar a los autores de los tiroteos en la mezquita de Christchurch, en relación con su teoría del «Gran Intercambio», afirmando que las acciones del tirador estaban impulsadas por la «superpoblación» de inmigrantes y la «protección del clima» contra ellos. Laatsch también afirmó que el movimiento climático, a quienes calificó de "propagadores del pánico climático", tenía una "responsabilidad compartida" por la masacre, y señaló a la activista Greta Thunberg.
Del mismo modo, el publicista de derecha Martin Lichtmesz negó que el manifiesto de Anders Behring Breivik de 2011, que se refería a la variante Eurabia de la narrativa del "genocidio blanco", o el manifiesto de Brenton Tarrant de 2019 The Great Replacement tuvieran alguna conexión con la teoría. Afirmando que, de hecho, no se trataba de una teoría de la conspiración en absoluto, Lichtmesz dijo que tanto Breivik como Tarrant estaban reaccionando a un fenómeno real; un "experimento históricamente único" de un "Gran Intercambio" de personas.

#### Hungría
El primer ministro húngaro, Viktor Orbán, y su partido político Fidesz han estado asociados con la teoría de la conspiración a lo largo de varios años. El Sydney Morning Herald detalló la creencia de Orbán y su promoción del Gran Reemplazo como algo central para la política moderna de derecha de Europa. En diciembre de 2018, afirmó que la "identidad cristiana de Europa" necesitaba ser salvada, y calificó a los refugiados que viajaban a Europa como "invasores musulmanes". En un discurso, Orbán afirmó: "Si en el futuro Europa va a estar poblada por personas que no sean europeas, y lo aceptamos como un hecho y lo vemos como algo natural, entonces estaremos consintiendo efectivamente el reemplazo de la población: un proceso en el que la población europea sea reemplazada". También ha afirmado: "En toda Europa cada vez hay menos niños, y la respuesta de Occidente es la migración", concluyendo que "los húngaros tenemos una forma diferente de pensar. En lugar de solo números, queremos niños húngaros". ThinkProgress describió los comentarios como una versión de la teoría. En abril de 2019 Radio New Zealand publicó una idea de que los planes de Orbán de recortar los impuestos a las familias numerosas húngaras podrían estar relacionados con el temor al Gran Reemplazo.

#### Irlanda
Un anuncio de Lidl de 2019 en el que aparecía una mujer irlandesa blanca, su pareja afrobrasileña y su hijo mestizo fue atacado por la experiodista Gemma O'Doherty como parte de un intento de un "Gran Reemplazo". Después de enfrentar el acoso en línea, la familia decidió abandonar Irlanda. El "Gran Reemplazo" también se ha utilizado en Irlanda en oposición a los centros de provisión directa, utilizados para alojar a los solicitantes de asilo.
Escribiendo en 2020, Richard Downes dijo que "en lugar de ver el aumento de personas no irlandesas que viven y hacen sus vidas aquí como una parte normal de un país europeo moderno, algunos de los nuevos nacionalistas lo ven como una conspiración para abrumar a Irlanda con extranjeros. Para muchos de ellos, los conspiradores incluyen al gobierno irlandés, las ONG, la UE y la ONU. Creen que estas organizaciones quieren reemplazar a los irlandeses con personas morenas y negras del extranjero". 
El término "gran reemplazo" también se utilizó cuando RTÉ News presentó a los tres primeros bebés nacidos en 2020, nacidos de madres polacas, negras e indias; El periodista Fergus Finlay dijo: "No me importan los abusos vulgares, pero realmente creo que estos promotores del odio deben ser procesados cuando incitan a otros al odio y la violencia contra personas cuyo único delito es su color de piel o religión. Me resulta difícil entender por qué el Estado no ha actuado ya contra estos crueles ideólogos que creen que pueden decir lo que quieran bajo la bandera de la libertad de expresión. Pueden ser pequeños en número ahora, y en la superficie pueden parecer locos, pero hemos estado aquí antes. Los movimientos políticos se han construido sobre el odio al otro, y sabemos el daño que han causado".
El comisionado de la Garda (jefe nacional de la policía), Drew Harris, habló sobre los grupos de extrema derecha en 2020, diciendo que "los grupos irlandeses [creyendo] en la teoría del gran reemplazo" tenían planes "para perturbar las instituciones e infraestructuras clave del Estado. Esto incluía el puerto de Dublín, zonas comerciales de alto perfil como Grafton Street en Dublín, Dáil Éireann y departamentos gubernamentales".
Algunos participantes en las protestas irlandesas contra la inmigración de 2022-2023, como Hermann Kelly y Derek Blighe, apoyan la teoría del Gran Reemplazo, además de referirse a la afluencia de inmigrantes como una "invasión" y una "plantación".

#### Italia
La actual primera ministra italiana, Giorgia Meloni, ha respaldado la ideología del Gran Reemplazo. El vice primer ministro italiano Matteo Salvini (2018-2019) ha adoptado repetidamente el tema del Gran Reemplazo. En mayo de 2016, dos años antes de su elección al cargo, afirmó que "el reemplazo étnico está en marcha" en Italia en una entrevista con Sky TG24. En mayo de 2016, dos años antes de su elección al cargo, afirmó que "el reemplazo étnico está en marcha" en Italia en una entrevista con Sky TG24. Acusando a organizaciones anónimas y bien financiadas de importar trabajadores a los que llamó "esclavos agrícolas", afirmó que hubo un "lucrativo intento de genocidio" de los italianos.
En abril de 2023, el ministro de Agricultura, Soberanía Alimentaria y Bosques, Francesco Lollobrigida, comentó en una conferencia sindical que "los italianos están teniendo menos hijos, por lo que los estamos reemplazando por otra persona. [Decimos] sí a ayudar a los nacimientos, no al reemplazo étnico. Ese no es el camino a seguir".

#### Países Bajos
En abril de 2015, escribiendo en el sitio web de publicación GeenStijl, el erudito del Islam Hans Jansen utilizó la retórica del Gran Reemplazo, sugiriendo que era un hecho "indiscutible" que entre la élite gobernante de la Unión Europea había un consenso común de que los europeos "no eran buenos y pueden ser mejor reemplazados". En mayo de 2015 Martin Bosma, diputado del Parlamento holandés por el Partido por la Libertad (PVV), publicó su libro Minority in their own land.  Invocando la teoría de la conspiración, Bosma escribió sobre una creciente "nueva población" de inmigrantes que se prestaba a un aparente "Estado de Salvación Multicultural Post-racial".
En marzo de 2017 Thierry Baudet, líder del partido derechista Foro para la Democracia (FvD), promovió la teoría después de afirmar que la llamada élite del país estaba deliberadamente "diluyendo homeopáticamente" a la población holandesa, en un discurso sobre el "odio nacional a sí mismo". Dijo que había un complot para mezclar racialmente a los holandeses étnicos con "toda la gente del mundo", para que "nunca más hubiera un holandés".
En enero de 2018, el diputado del PVV, Martin Bosma, respaldó la teoría del Gran Reemplazo, y a uno de sus principales propagadores, después de reunirse con Renaud Camus en una manifestación del PVV en Róterdam y tuitear su apoyo. Filip Dewinter, un destacado miembro del partido secesionista flamenco Vlaams Belang, que había viajado a los Países Bajos el día de la protesta para reunirse con Camus, lo calificó de "hombre visionario" ante los medios de comunicación.
El político holandés Geert Wilders, del Partido por la Libertad, apoya la idea de que se produzca un Gran Reemplazo en Europa. En octubre de 2018 Wilders invocó la teoría de la conspiración, afirmando que los Países Bajos estaban "siendo reemplazados por una inmigración masiva de países islámicos no occidentales" y que Róterdam era "el puerto de Eurabia". Afirmó que 77 millones, principalmente inmigrantes islámicos, intentarían entrar en Europa en el transcurso de medio siglo, y que los europeos blancos dejarían de existir a menos que se les detuviera. En 2019 The New York Times informó cómo las teorías alarmistas basadas en la demografía de Camus ayudan a alimentar la campaña nativista de Wilders y su Partido por la Libertad.
En septiembre de 2018, el autor holandés Paul Scheffer analizó el Gran Reemplazo y sus desarrollos políticos, sugiriendo que el Foro para la Democracia y el Partido por la Libertad estaban formando políticas con respecto a la demografía de los Países Bajos a través de la lente de la teoría de la conspiración.

#### España
El partido de extrema derecha Vox ha sido descrito como el que hace circular la teoría de su discurso sobre las bajas tasas de natalidad en los españoles en comparación con los inmigrantes. Según el periodista Antonio Maestre de elDiario.es, esta ideología es compartida entre Vox y algunas cepas extremas del nacionalismo catalán que temen ser sustituidas por hispanohablantes. En Cataluña encontramos los partidos independentistas catalanes y xenófobos Frente Nacional de Cataluña que consiguió en 2023 la alcaldía de la localidad de Masó y Alianza Catalana, que gobierna el ayuntamiento de Ripoll, que defienden un claro mensaje antiinmigración.

#### Reino Unido
Según una investigación de noviembre de 2018 de la Universidad de Cambridge, el 31% de los votantes del Brexit creen en la teoría de la conspiración, en comparación con el 6% de los británicos que se oponen al Brexit. En julio de 2019, el músico y activista inglés de izquierda Billy Bragg emitió una declaración pública en la que acusaba al también cantante y compositor Morrissey de respaldar la teoría. Bragg sugirió que "que Morrissey está ayudando a difundir esta idea, que inspiró al asesino de la mezquita de Christchurch, está fuera de toda duda".

#### Turquía
El líder del Partido de la Victoria, Ümit Özdağ, utiliza una versión turca de la teoría. Anteriormente argumentó que Turquía será una "tierra migrante" (Göçmenistán) a menos que Kemal Kılıçdaroğlu gane las elecciones presidenciales turcas de 2023.

### América del Norte

#### Canadá
La YouTuber Lauren Southern, de Canadá, ha ayudado a amplificar la teoría de la conspiración. En 2017, Southern dedicó un video al Gran Reemplazo, obteniendo más de medio millón de visitas en su canal, antes de que fuera eliminado. La candidata a la alcaldía de Toronto en 2018, Faith Goldy, ha abrazado públicamente la teoría del reemplazo. En 2019, tras el tiroteo en la mezquita de Christchurch en Christchurch, Nueva Zelanda, Vice acusó a Goldy de impulsar rutinariamente las mismas ideas de disminución de la tasa de natalidad y el reemplazo de la población de blancos, que se encuentran en el manifiesto The Great Replacement del pistolero. Cuando el nacionalista blanco Paul Fromm se apropió de la bandera nacional canadiense anterior a 1967, la Enseña Roja Canadiense, se refirió a ella como «la bandera del verdadero Canadá, el Canadá europeo antes de los traidores esquemas de reemplazo europeos introducidos por las políticas de inmigración de 1965».
En junio de 2019 la columnista Lindsay Shepherd afirmó que "los blancos se están convirtiendo en una minoría" en Occidente, describiendo su afirmación como "reemplazo de población". Fue criticada por el diputado canadiense Colin Fraser en un comité de justicia de la Cámara de los Comunes por no denunciar el concepto, mientras que Nathaniel Erskine-Smith acusó a Shepherd de abrazar abiertamente la teoría de la conspiración.
El comentarista político Mathieu Bock-Côté es conocido por amplificar con frecuencia la teoría del Gran Reemplazo (en francés: Grand Remplacement) en los principales medios de comunicación con sus ideologías políticas, nacido en Quebec y vive en Francia.

#### Estados Unidos
El Gran Reemplazo en los Estados Unidos es la versión estadounidense de una teoría conspirativa nacionalista blanca de extrema derecha de que las minorías raciales están desplazando a la población blanca estadounidense tradicional y tomando el control de la nación. Las versiones de la teoría "se han convertido en un lugar común" en el Partido Republicano de los Estados Unidos, y se han convertido en un tema importante del debate político. También ha estimulado respuestas violentas, incluidos asesinatos en masa. Se asemeja a la teoría del Gran Reemplazo promovida en Europa, pero tiene sus orígenes en el nativismo americano alrededor de 1900. Según Erika Lee, en 1894 los antiguos fundadores yanquis de clase alta de la Liga de Restricción de la Inmigración estaban "convencidos de que las tradiciones, los pueblos y la cultura anglosajones estaban siendo ahogados en una avalancha de extranjeros racialmente inferiores del sur y el este de Europa".

### Oceanía

#### Australia
Los medios de comunicación en Australia han cubierto al exsenador Fraser Anning de Queensland y su apoyo a la teoría de la conspiración del Gran Reemplazo. En abril de 2019 Reuters informó cómo Anning estaba amplificando la teoría del reemplazo al sugerir que los musulmanes "nos superarían muy rápidamente". En mayo de 2019, Anning alegó que los australianos blancos "se convertirían rápidamente en una minoría" si no defendían su "identidad etnocultural".

#### Nueva Zelanda
El grupo juvenil neonazi de extrema derecha Action Zealandia ha respaldado la teoría del Gran Reemplazo, alegando que la identidad europea en Nueva Zelanda se ve amenazada por la migración no blanca impulsada por la economía. Además, el grupo ha promovido la noción pseudohistórica de que los blancos se asentaron en Nueva Zelanda antes de la llegada de los indígenas maoríes. Según el periodista Marc Daalder, Action Zealandia es el sucesor del Dominion Movement, un grupo de extrema derecha que cesó sus actividades tras el tiroteo en la mezquita de Christchurch en 2019.

### Asia

#### India
Los nacionalistas hindúes en la India han avivado los temores de una eliminación demográfica de los hindúes por parte de los musulmanes, alegando que los musulmanes tienen tasas de fertilidad más altas en comparación con otras comunidades indias y que las conversiones religiosas forzadas están reduciendo el número de hindúes. En 2022, el nacionalista hindú Yati Narsinghanand fue arrestado por cargos de incitación al odio y habló sobre el riesgo de un primer ministro musulmán en 2029, que, según él, conduciría a asesinatos y conversiones forzadas de hindúes. Los miembros del parlamento indio y de los canales de televisión indios también han incorporado la afirmación de que existe una amenaza demográfica para los hindúes. El ex comisionado electoral jefe de la India, S.Y. Quraishi, dijo que el alarmismo sobre la amenaza a una mayoría hindú ha aumentado desde 2014.

#### Malasia
Los conservadores de extrema derecha en Malasia han expresado su temor de que las comunidades indias locales, a menudo de ascendencia tamil, puedan expulsar a los musulmanes malayos, que son la mayoría actual en Malasia. Estos temores aumentaron debido a la guerra civil de Sri Lanka, la reacción violenta contra las actividades de la Fuerza de Acción por los Derechos Hindúes y el nacionalismo hindú en la India. Los actores políticos han aprovechado esto para obtener votos en el corazón de Malasia y para reunir a la oposición contra la ratificación de la Convención Internacional sobre la Eliminación de todas las Formas de Discriminación Racial.

### África

#### Túnez
En febrero de 2023 el presidente de Túnez, Kais Saied, hizo comentarios sobre la inmigración africana a Túnez, diciendo que estaban cambiando la composición demográfica del país para convertirlo en una nación "puramente africana". Esto fue ampliamente interpretado como una versión tunecina (o árabe) de la teoría de la conspiración del gran reemplazo, supuestamente en un intento de distraer a los votantes de los fracasos políticos de su gobierno.

## Influencia en el terrorismo nacionalista blanco

### Llamado implícito a la violencia
El uso por parte de Camus de términos fuertes como "colonización" y "ocupantes" para etiquetar a los inmigrantes no europeos y a sus hijos ha sido descrito como un llamado implícito a la violencia. Académicos como Jean-Yves Camus han argumentado que la teoría de la conspiración del "Gran Reemplazo" es muy similar al concepto de "remigración", un término eufemístico para la deportación forzada de inmigrantes no blancos. "No saldremos de Europa, haremos que África abandone Europa", escribió Camus en 2019 para definir su agenda política para las elecciones al Parlamento Europeo. También ha utilizado otro eufemismo, la "Gran Repatriación", para referirse a la remigración.
Según los historiadores Nicolas Bancel y Pascal Blanchard, junto con el sociólogo Ahmed Boubeker, "el anuncio de una guerra civil está implícito en la teoría del 'gran reemplazo' [...] Esta tesis es extrema, y tan simplista que puede ser entendida por cualquiera, porque valida una definición racial de la nación". Escéptico ante la descripción que hace Camus de los inmigrantes de segunda o tercera generación como una contradicción en los términos —"ya no emigran, son franceses"—, el demógrafo Hervé Le Bras también critica su designación como quinta columna en Francia o como "enemigo interno".

### Ataques inspirados
Los temores de la extinción de la raza blanca, y la teoría del reemplazo en particular, han sido citados por varios autores acusados de tiroteos masivos entre 2018, 2019 y 2022. Si bien Camus ha declarado que su propia filosofía es no violenta, analistas como Heidi Beirich, del Southern Poverty Law Center, dicen que la idea del genocidio blanco ha "influido indudablemente" en los supremacistas blancos estadounidenses, lo que podría conducir a la violencia.
En octubre de 2018 un hombre armado mató a 11 personas e hirió a 6 en un ataque a la sinagoga Árbol de la Vida en Pittsburgh, Pensilvania. El pistolero creía que los judíos estaban importando deliberadamente inmigrantes no blancos a Estados Unidos como parte de una conspiración contra la raza blanca.
Brenton Harrison Tarrant, el terrorista australiano responsable de los tiroteos masivos en la mezquita de Al Noor y el Centro Islámico Linwood en Christchurch, Nueva Zelanda, el 15 de marzo de 2019, que mataron a 51 personas e hirieron a 49, tituló su manifiesto El gran reemplazo, una referencia al libro de Camus. En respuesta, Camus condenó la violencia al tiempo que reafirmaba su deseo de una "contrarrevuelta" contra el aumento de las poblaciones no blancas.
En 2019 una investigación realizada por el Instituto para el Diálogo Estratégico mostró más de 24.000 menciones en las redes sociales del Gran Reemplazo en el mes anterior a los tiroteos de Christchurch, en comparación con solo 3.431 menciones en abril de 2012. El uso del término se disparó en abril de 2019 después del tiroteo en la mezquita de Christchurch. El culpable del tiroteo de El Paso de 2019, publicó un manifiesto en línea titulado La verdad incómoda en el que aludía al "gran reemplazo" y expresaba su apoyo al "tirador de Christchurch" minutos antes del ataque. Hablaba de una "invasión hispana de Texas" que condujo a un "reemplazo cultural y étnico" (en alusión a la Reconquista) como justificaciones para el tiroteo, el acusado terminó siendo condenado a cadena perpetua.
El sospechoso acusado del tiroteo de Buffalo de 2022 enumeró al Gran Reemplazo en un manifiesto que había publicado antes del ataque. El sospechoso se describió a sí mismo como fascista, supremacista blanco y antisemita.